# Seznam slovenskih gospodarstvenikov
Seznam slovenskih gospodarstvenikov

## A
- Franc Abram (1829—1906)
- Franc Ahačič (1867—1928)
- Kajetan Ahačič (1824—1873)
- Kozma Ahačič (1895—1979)
- Igor Akrapovič (* 1959)
- Josip Agneletto (1884—1960)
- Uroš Aljančič
- Boris Andrijanič (1910—1993)
- Igor Antauer
- Mirko Anzeljc (1930?—2021)
- Jure Apih
- Matjaž Anžur
- France Arhar (* 1948)
- Ivan Atelšek (1928—2011)
- Franc Avberšek (*1947)
- Ivan Avsenek (1889—1972)
- Marjan Ažman (1925—1984)

## B
- Franc Babič (1868—1913)
- Rudi Babič (1920—1998)
- Ladislav Bajda (* 1938)
- Fedor Bamberg (1817—1862)
- Otomar Bamberg (1848—1934)
- Egon Bandelj
- Rafael Baraga (1931—2021)
- Matija Bartolotti
- Janez Basle (1940—2015)
- Maks Bastl (* 1936)
- Vladimir Baša (1913—1970)
- Marjan Batagelj (* 1962)
- Igor Bavčar (* 1955)
- Dušan Bencik (* 1958)
- Leopold Benčina (1877—1953)
- Nataša Benčina (1891—1964)
- Tomaž Benčina
- Josip Benko (1889—1945)
- Janez Beravs (1923—1996)
- Srečo Bergant (1926—2020)
- Tomaž Berginc
- Ana Berglez-Vovk (*1934)
- Boris Bernetič (*1944)
- Ivan Bernot (1914—1977)
- Julij Bertoncelj (* 1939)
- Štefan Bertoncelj
- Viktor Bertoncelj (1913—?)
- Jože Bešvir (1931—2012)
- Mirjan Bevc (* 1955)
- Nikolaj Bevk (1942—2004)
- Slavko Bevk (1909–1970)
- Ivan Bizjak (1936–2018)
- Mirko Bizjak (1920—1999)
- Stane Bizjak (1913—1992)
- Viljem Bizjak (Zagreb)
- Breda Blaznik (* 1928/30?)
- Lojze Blenkuš (1930—2011)
- Franjo Bobinac (* 1958)
- Leopold Bogataj (1730—?)
- Janez Bohorič (* 1942)
- Anton Bole (1916—1990)
- Stanislav Bole (1915—1995)
- Radovan Bolko
- Fran Bonač (1880—1966)
- Ivan Bonač (1846—1920)
- Vinko Borec
- Friderik Born (1873—1944)
- Julij Born (1840—1897)
- Karl Born (1876—1957)
- Jože Borštnar (1927—1999)
- France Borštnik (1921—?)
- Ivo Boscarol (* 1956)
- Franc Boštjančič (* 1935)
- Klemen Boštjančič
- Andrej Božič (* 1960)
- Vinko Božič (1921—1986)
- Franc Braniselj (1917—2009)
- Stane Bregant (1923—1984)
- Edo Bregar (1918—1972)
- Miloš Brelih (1916—2002)
- Milko Brezigar (1886—1958)
- Branko Brezočnik (1927—1990)
- Pavel Brglez (1939—2023)
- Ivan Bricelj (1893—1974)
- Blaž Brodnjak (* 1974)
- Ivan Brumen (1916—1985)
- Sergej Bubnov (1914—2000)
- Marko Bulc (1926—2019)
- Dušan Burnik (1934—2020)

## C
- Aleš Cantarutti
- Jože Ceglar (* 1950)
- Marjan Cerar (1943—2021)
- Peter Anton Codelli, pl. Fahnenfeld
- Codelliji
- Jože Colarič (* 1955)
- Egon Conradi (1925—2011)
- Franjo Cotič (1898—1955)
- Gregor Cotič (1700—?)
- Davorin Cvilak (1921—2010)

## Č
- Matjaž Čačovič (* 1951)
- Karel Čeč (1877—1965)
- Drago Čeh (1909—1988)
- Matjaž Čemažar
- Zvone Černe (1927—2007)
- Sandi Češko (* 1961)
- Vojko Čok (* 1946)
- Dušan Črnigoj (* 1949)
- Fran Črnagoj
- Franc Čuček (1882—1969)
- Jožko Čuk (* 1952)

## D
- Stanko Debeljak (1942—2017)
- Zorko Debeljak (* 1941)
- Žiga Debeljak (* 1971)
- Jože Debevc (* 1931)
- Anton Debevec (1923—2002)
- Pavel Demšar (* 1967)
- Alojz Derling (1913—1981)
- Marijan Dermastia (1911—1971)
- Mihaela Dermastia (1912—1984)
- Jožef (Josip) Desselbruner
- Gabrijel Devetak (1938—2014)
- Alojz Deželak (1942—2005)
- Janko Deželak (1945—2014)
- Božo Dimnik (* 1932)
- Vojislav Djinovski (1915—2000)
- Ela Dobnikar (1916—1966)
- Alfonz Dobovišek (1908—1985)
- Franc Dolenc (1869—1938)
- Stanislav Dolenc (1927—1995)
- Drago Dolinšek (1920—2010)
- Lavoslav Dolinšek (1898—1966)
- Josip Doltar (1858—1930)
- Barbara Domicelj
- Cvetko Doplihar (1927—)
- Stanko Dovečar (* 1936)
- Bogomir Dragar (1921–2000)
- Metod Dragonja (* 1954)
- Marko Drnovšek (1925–2003)
- Franc Drobež (1916—2003)
- Nada Drobne Popović
- Marko Drobnič
- Dušan Drolc (1928—2005)
- Branko Drvarič
- Rudi Dujc (1939—1993)
- Lojze Dular (1903—2002)
- Metod Dular (1899—1990)
- Milan Dular (1901—1980)
- Henrik Dvoršak (* 1952)
- Rado Dvoršak (1930—2003)

## E
- Konrad Elsbacher (1870—1943)
- Ernest Ebenšpanger (* 1939)
- Franc Ekar (* 1942)
- Jože Eržen (* 1927)

## F
- Ivan Fajdiga (1919 —?)
- Melita Ferlež
- Davorin Ferligoj (1921—2003)
- Franjo Fijavž (1914—1982)
- Lidija Fijavž Špeh (* 1956)
- Alojz Filipič (1914—2006)
- Tatjana Fink (* 1957)
- Rudi Finžgar (1920—1995)
- Dušan Florjančič (1927—2021)
- Janez Florjančič (1925—2022)
- Jože Florjančič (1935—2018)
- Tone Florjančič
- Jernej Francelj (1821—1889)
- Henrik Franzl (1859—1917)
- Ernest Fujs
- Jože Funda (* 1954)

## G
- Anton Gantar (* 1948)
- Bojan Gantar (* 1971)
- Drago Gantar (1919—1989)
- Mitja Gaspari (* 1951)
- Andrej Gassner (1847—1925) ?
- Jože Gašperšič (1896—1964)
- (Maksimilijan Gergolet)
- Saša (Ivan) Geržina (* 1940)
- Edmund Glanzmann (1855—1947)
- Viljem Glas (* 1947)
- Roman Glaser (* 1947)
- Miroslav Gnamuš
- Nerino Gobbo (1920—?)
- Alojz Gojčič (1942—2023)
- Sonja Gole (* 1961)
- Robert Golob (* 1967)
- Valentin Golob
- Silvo Gorenc (1929—?)
- Mitja Gorenšček
- Branko Gorjup (1933—2017)
- Boštjan Gorjup
- Ivan Gorjup (1859—1936)
- Josip Gorup (1834—1912)
- Kornelij Gorup (1868—1952)
- Miran Goslar (1928—2024)
- Vinko Govekar (1911—1999)
- Dušan Grabnar (1930—1997)
- Andrej Gradišnik (* 1963)
- Jože Grah (* 1941)
- Zvonko Grahek (* 1924—)
- Peter Grašek
- Ladislav Grdina (1934—2007)
- Radoš Gregorčič (* 1949)
- Avgust Gregorič (* 1943)
- Vinko Gregorič (1857—1933)
- Gustav Grof
- Anton Gros (* 1936)
- Peter Groznik
- Božidar Guštin (1912—1984)

## H
- Božidar Habič (* 1931)
- Matevž Hafner (1909—1970)
- Stojan Hergouth (1932—2024)
- Pavle Hevka
- Janez Hlebanja (1928—2003)
- Branko Hočevar (* 1928)
- Martin Hočevar (1810—1886)
- Mirjam Hočevar
- Dušan Horjak (1920—1979)
- Feri Horvat (1941—2020)
- Martin Hozjan (1949—2016)
- Silvo Hrast (1921—1999)
- Anton Hrastelj (1929—2025)
- Dragotin Hribar (1862—1935)
- Evgenija Hribar (r. Šumi) (1875—1936)
- Jakob Hribar (1817—1878)
- Peter Hribar (1911—1992)
- Rado Hribar (1901—1944)
- Svetozar Hribar (1909—1996)
- Samo Hribar Milič (* 1958)
- Franc Huber (* 1948)
- Primož Hudovernik (1811—1889)
- Jože Hujs (* 1929)
- Josip Hutter (1889—1963)
- Franc Hvalec (1924–2018)

## I
- Aleš Ilc (* 1947)
- Jože Ingolič (1921—2011)
- Aleš Ipavec
- Albert Ivančič (1921—2017)

## J
- Andrej Jakil (1858—1926)
- Fran Jaklič (1868–1937)
- Livio Jakomin (* 1940)
- Gašper Andrej Jakomini (1726–1805)
- Jernej in Japec Jakopin
- Mirko Jakše (1917–1977)
- Mirko Jamar (1919–1983)
- Mirko Jamnik (1918–1987)
- Zoran Janković (* 1953)
- Aleksander Jarc
- Henrik Angel Jazbec (1855–1931)
- Marija Jazbec (* 1944)
- Ivan Jelačin (1865—1932)
- Ivan Jelačin (1886—1955)
- Ivo Jelačin (* 1926)
- Franc Jelovšek (1819—1880)
- Gabrijel Jelovšek (1858—1927)
- Matija Jenko (* 1932)
- Radoslav Jenko (1919—2007)
- Egidij Jeras (1899—1975)
- Riko Jerman (1918—1972)
- Vladimir Jurančič (* 1927)
- Marijan Jurenec (*1957)
- Franjo Jurjevec (1914—?)

## K
- Ivan Kač (1853—1904)
- Ivan Kačič (1885—1924)
- Anton Kajfež (1875–1954)
- Franc Kalister (1839—1901)
- Janez Nepomuk Kalister (1806—1864)
- Viktor Kalister (1869—1948)
- Mirko Kaluža (* 1947)
- Ana Kansky (1895—1962) & Evgen Kansky (1887—1977)
- Blaž Kavčič (* 1951)
- Franc Kavčič (1922—2000)
- Niko Kavčič (1915—2011)
- Marta Kelvišar
- Ivan Kenda (1877—1937)
- Lojze Kersnič (1912—1999)
- Miro(slav) Kert (* 1940)
- Ivan Klančar (* 1943)
- Gregor Klančnik (1913—1995)
- Edo Klanšek (1927—2010)
- Rudolf Klarič (1910—1986)
- Ivo Klemenčič (1918—2007)
- Herman Klinar (1896—1987)
- Tomaž Kmecl
- Anton Knaflič (1893—1957)
- Anton Knez (1856—1892)
- Ivan Knez (1853—1926)
- Jože Knez (1925—1995)
- Jure Knez? (* 1974)
- Matjaž Knez (* 1960)
- Kristina Kobal (* 1940)
- Svetko Kobal (1921—2010)
- Maks Kocbek (1933—2023)
- Franc Kocijančič (?—1974)
- Janez Kocijančič (1941—2020)
- Ivan Kočevar (1921—1978)
- Dušan Kodrič (1925—1982)
- Milan Kojc (1925—2008)
- Anton Kolenc (1868—1922)
- Franc Kollmann (1839–1908)
- Robert Kollmann (1872–1932)
- Jernej Kopač (1861—1946)
- Josip Kopinič (1911—1997)
- Jože Korber (* 1938)
- Bine Kordež (* 1956)
- Bruno Korelič (1944—2024)
- Uroš Korže (* 1954)
- Stane Koselj (1910—2007)
- Peter Kosin
- Hubert Kosler (* 1958)
- Janko Kosmina (* 1935)
- Tomaž Košir (* 1951)
- Dušan Košuta (1919—1999)
- Marjan Košuta (1934—1985)
- Franc Kotnik (1828—1890)
- Karel Kotnik (1875—1910)
- Viktor Kotnik (1910—1991)
- Jože Kovač (1930—2021)
- Danilo Kovačič (* 1940)
- Miloš Kovačič (1934—2016)
- Peter Kozina (1876—1930)
- Peter Kozler (Kosler) (1824—1879)
- Jože Kozmus (1952—2023)
- Marjan Krajnc (*1946)
- Tomaž Krajnc (?—1945)
- Milan Krajnik (* 1937)
- Edita Krajnović
- Marcel Kralj (1925—1996)
- Peter Kraljič (* 1939)
- Franc Kramar (1916—1982)
- Janez Kramar (1931—2021)
- Jože Kranjc (* 1946)
- Tone Krašovec (1937—2024)
- Edi Kraus (* 1956)
- Marko Kremžar (1928—2021)
- Leopold Krese (1915—2001)
- Anton Kristan (1881—1930)
- Bernard Krivec (* 1928)
- Izidor Krivec
- Lucijan Krivec (1929—2011)
- Marjan Križaj (1927—2008)
- Anton Križanič (1847—1926)
- Miloš Krofta (1922—2002)
- Rudi Kronovšek (& Bogdan Kronovšek)
- Tone Kropušek (1928—2017)
- Stanko Krumpak (1921—2016)
- Marko Kryžanovski
- Marko Kržišnik (1926—2006)
- Božo Kuharič (* 1940)
- Ludvik Kuharič (1883—1941)
- Simon Kukec (1838—1910)
- Mirjan Kulovec
- Bojan Kumer
- Pavel Kunc (* 1934)
- Peter Kunc (1934—2021)
- Albin Kuret (1926–2003)
- Milan Kuster
- Josip Kušar (1838—1902)
- Robert Kuzmič

## L
- Dušan S. Lajovic (1925–2018)
- Emil Lajovic (1886—1965)
- Marko Jožef Lajovic  (1927—?) Brazilija
- Janez Lanščak (1927—2014)
- Boris Lasič (1925—1991/2?)
- Boris Lasič (1936—2016)
- Jožef Lavrenčič (1859—1936)
- Lovrenc Lavrič (1865—1931)
- Mitja Lavrič (* 1934)
- Andrej Lazar (* 1943)
- Valter Leban
- Pavel Ledinek (1939—2020)
- Zvonimir Lemič (1931—1995)
- Josip Lenarčič (1856—1939)
- Danijel Lepin (1914—1999)
- Jože Lepin-Ris (1922—1979)
- Jože Lesar (1917—1991)
- Lojze Lesjak (1914—?)
- Bojan Leskovar (* 1931)
- Andrej Levičnik (1928—2020)
- Jurij Levičnik (1925—1989)
- Jože Likar (1895—1986)
- Alojz Libnik (1920—2002)
- Božidar Linhart (1917—1995)
- Franjo Lipovec (1913—1960)
- Jože Logar (1921–1986)
- Vladimir Logar (1920—2008)
- Konrad Lokar (1803—1875)
- Vanja Lombar
- Medeja Lončar
- Marjan Lorger (* 1949)
- Janez Lotrič (* 1955)
- Marko Lotrič (* 1963)
- Aleksander Lovec
- Marjana Lubej (1945-2021)
- Karl Luckmann
- Milan Lukić

## M
- Pavel Magdič (1870—1918)
- Lado Mahnič (1924—2014)
- Peter Majdič (1862—1930)
- Boris Malovrh (1929—2008)
- Vida Marcijan (* 1939)
- Slavko Marčinko (* 1932)
- Ivo Marenk (1942—2018)
- Kamilo Marinc (1919—2015)
- Dušan Marinšek (1920—2002)
- Emil Marinšek
- Zoran Marinšek (* 1945)
- Milan Matos (1945—2020)
- Rafael Mavri (* 1936)
- Borut Meh (* 1953)
- Miran Mejak (1927—2017)
- Valentin Mendiževec (* 1927)
- Jože Mermal (* 1954)
- Mirko Mermolja ?
- Aleksander Mervar
- Stanko Mervic (1922—1974)
- Andrej Mesarič (* 1940)
- Andrej Mihevc (* 1971)
- Bruno Miklavec (* 1943)
- Mitja Milavec
- Franček Mirtič (1928—1995)
- Jožef Mirtič (1932—2011)
- Aleš Mižigoj (* 1928)
- Vlado Močnik (1910—1984)
- Ivan Mohorič (1888—1980)
- Borut Mokrovič (* 1946)
- Dragan Mozetič (1940—2002)
- Vinko Može (* 1948)
- Ciril Mravlja (1912—1996)

## N
- David Nabergoj (* 1962)
- Karel in Peter Naglič (1883—1959)
- Vinko Naglič (1921—?)
- Anton Nanut (1927—1993)
- Boštjan Napast
- Franc Nebec (1921—1978)
- Janez Nedog (1925—1981)
- Aleš Nemec (1944—2010)
- Ciril Nemec (1899—1984)
- Štefan Nemeš (* 1939)
- Martin Novšak

## O
- Leopold Oblak (1949—2004)
- Maks Obersnel (1883—1972)
- Andro Ocvirk (1942—2019)
- Dušan Olaj (* 1962)
- Franc Oman (1920—1987)
- Miloš Oprešnik (1921—2000)
- Jakob Oražem (JOR - Ribnica)
- Matej Oset (* 1968)
- Milan Osojnik (1920—1987)
- Marjan Osole (1924—2015)
- Adi Osterc (1918—2014)
- Jože Osterman (1914—2004)
- Milica Ozbič (1929—2014)
- Jožef Ozmec (1866—1923)

## P
- Mihael Angelo Pagliaruzzi (1788—1856)
- Natalis Pagliaruzzi (1746—1832)
- Romana Pajenk
- Karmen Pangos
- Leopold Panjan (1955—2006)
- Zdenko Pavček (* 1957)
- Ciril Pavlin (1888—1964)
- Franc Pavlin (1860—1916)
- Štefan Pavlinjek (* 1950), Matjaž Pavlinjek, Nuša Pavlinjek Slavinec...
- Franc Pečar, inž.
- Jože Penca (1914—2011)
- Drago Perc (1913—1983)
- Janez Pergar (1942—2023)
- Martina Perharič
- Stojan Perhavc (1910—1994)
- Zorka Peršič (1914—2007)
- Zdravko Petan (1922—1999)
- Stojan Petrič (* 1949)
- Danilo Petrinja (1922—2002)
- Leopold Petz
- Stanislav Pintar (* 1938)
- Milko Pirkmajer (1893—1975)
- Andrej Pirnat (1817—1888)
- Jakob Piskernik (* 1937)
- Valentin Pleiweis (1814—1881)
- Andrej Plestenjak (1914—1992)
- Mark Pleško (* 1961)
- Franci Pliberšek (1966—2024)
- Zdravko Počivalšek (* 1957)
- Josip Pogačnik (1866—1932)
- Jožef Pogačnik (1916—2022)
- Janez Pograjc (1919—2001)
- Jurij Pokorn (* 1937)
- Viljem Polak (1834—1908)
- Karel Pollak (1857—1937)
- Karl Pollak (1878—1940)
- Stanko Polanič (1950—2023)
- Andrej Polenec (* 1945)
- Gvidon Pongratz (1822—1889)
- Oskar Pongratz (1826—1892)
- Drago Potočnik (1904—1962)
- Janko Potočnik (1924—?)
- Jožko Povh (1897—1983)
- Vekoslav Povh (1897—1975)
- Miroslav Požar (* 1935)
- Avgust Praprotnik (1891—1942)
- Alojz Prašnikar (1821—1889)
- Zdravko Praznik (1924—2020)
- Živko Pregl (1947—2011)
- Marjan Prelec (1928—2022)
- Karel Prelog (1886—1943)
- Franc Premk (1935—1998)
- Josip Premrou (1863—1937)
- Lev Premru (1931—2005)
- Franc Pretnar (1857—1941??)
- Janez Pretnar (1907—1967)?
- Ivan Prinčič (1898—1980)
- Jože Protner (* 1944)
- Janez Puh (1862—1914)
- Rado Pušenjak (1907—1983)
- Vladimir Pušenjak (1882—1936)

## R
- Boris Race (1916—1995)
- Leopold Rajh (1930—2011)
- Anton Rakovec (* 1938)
- Dušan Rauter
- Bruno Ravnikar (?—2015)
- Tine Ravnikar (1911—1985)
- Franc Razdevšek (1928—2013)
- Ivan Rebek (1863—1934)
- Rafael Razpet (1932—2023)
- Rudi Rebek (1924—?)
- Mariana Rebernik (* 1960)
- Karel Recer (* 1936)
- Izidor Rejc (* 1936)
- Emil Rejec (1932—1991)
- Jožica Rejec (* 1955)
- Marjan Rekar (* 1953)
- Bogumil Remec (1878—1955)
- Riko Repič (1910—2003)
- Vinko Resman (1869—1968)
- Andrej Ribič
- Adolf Ribnikar (1880—1946)
- Herman Rigelnik (* 1942)
- Peter Rigl (1950—2000)
- Cvetana Rijavec (* 1953)
- Miran Rižner (1929—2015)
- Bernard Rode (1918—?)
- Vitja Rode (1925—2020)
- Anton Rojina (1877—1958)
- Franjo Rosina (1863—1924)
- Marko Rosner (1888—1969)
- Boštjan Roš (1839—1917)
- Metod Rotar (1929—2002)
- Anton Rous (1939—2024)
- Bogomir Rozman (* 1928)
- Alojz Rožman (1932—2022)
- Ivan Rožman (1901—1937)
- Jože Rožman (1920—2009)
- Stane Rožman (* 1948)
- Ruard (družina)
- Peter Rupnik (1944—1994)

## S
- Albert Samassa (1833—1917)
- Anton Samassa ml. (1808—1883)
- Janez Jakob Samassa (1744—1803)
- Maks Samassa (1862—1945)
- Ivan Saunig (1863—1947)
- Ivan Savnik (1879—1950)
- Franc Schumi (Šumi) (1848–1916)
- Jožef Schwegel (1836—1914)
- Branko Selak (* 1947)
- Iztok Seljak (* 1964)
- Cvetka Selšek (* 1951)
- Maksimiljan Senica
- Avgust Seničar (* 1933)
- Stane Seničar
- Ivan Seunig (1892—1985)?
- Elio Sfiligoj (1919—?)
- Miran Simič (1934—2010)
- Ludvik Simonič (* 1926)
- Rino Simoneti (1926—2014)
- Franjo Sirc (1891—1950)
- Tanja Skaza (* 1976)
- Feliks Skerlep (1904—1980)
- Zmago Skobir
- Lojze Skok (1931—2016)
- Bruno Skumavc (1927—2011)
- Franc Slamič (1886—1955)
- Anton Slapernik (* 1937)
- Josip Slavec (1901—1978)
- Uroš Slavinec (* 1951)
- Jože Slobodnik (* 1940)
- Ivan Slokar (1884—1970)
- Jolanda Slokar (1942—2019)
- Jožef Slokar (1934—2022)
- Janko Smole (1921—2010)
- Jože Smole (* 1955)
- Anton Smrekar (1829—1912)
- Enzo Smrekar
- Albin Smrkolj (1886—1957)
- Jožef Smrkolj (* 1944)
- Sabina Sobočan
- Štefan Sobočan
- Karmen Sonjak (* 1959)
- Miro Sotlar
- Boris Sovič
- Anton Nino Spinelli (1928—2010)
- Jože Stanič (* 1941)
- Feliks Stare (1850—1940)
- Hugo Stare (1886—1969)
- Egon Stare (1882—1959)
- Jože Stare (1796—1879)
- Mihael Stare (1790—1872)
- Andrijana Starina Kosem (* 1963)
- Dušan Stefančič (* 1927)
- Edvard Stepišnik (* 1943)
- Rudolf Stermecki (1876—1957)
- Anita Stojčevska
- Viktor Stopar (1913—2004)
- Bogomir Mirko Strašek
- Mitja Strohsack (* 1954)
- Albert Struna (1901—1982)
- Rok Suhodolnik
- Valentin Supan (1822—1877)
- Silvo Svete
- Andrej Svetek (1897—1983)
- Aleksander Svetelšek (* 1963)
- Edvard Svetlik (* 1945)
- Sibil Svilan

## Š
- Štefan Bogdan Šalej-Barenboim (* 1943)
- Andrej Šarabon (1880—1941)
- Jernej Šerjak (1865—1931)
- Rudi Šepič (1939—2017)
- Dušan Šešok (* 1953)
- Boštjan Šifrar (* 1965)
- Miroslav Šimac
- Mojca Šimnic Šolinc
- Tibor Šimonka (* 1956)
- Anton Šinkovec (1859—1938)
- Josip Širca (1854—1933)
- Matija Škof (* 1947)
- Janez Škrabec (* 1963)
- Stanislav Škrabec (* 1933)
- Janez Škrubej (Iskra Delta)
- Ludvik Šmitek (1924—2003)
- Sonja Šmuc (* 1971)
- Boris Šnuderl (1926—2020)
- Borut Šnuderl (193?—2021)
- Janez Špes (* 1942)
- Janez Šter (1931—2023)
- Miroslav Štrajhar (* 1946)
- Aleš Štrancar (* 1962)
- Josip Štrukelj (1891—1977)
- Jožko Štrukelj (1928—2009)
- Milena Štular
- Franc Schumi/Šumi (1848—1916)
- Josipina Šumi (1841—1917)
- Peter Šumi (1895—1981)
- Dagmar Šuster (* 1944)
- Gregor Švajger (* 1936)

## T
- Andreas Tappeiner (1810—1868)
- Fidelis Terpinc (1799—1875)
- Jože Testen (* 1937)
- Cvetka Tinauer (* 1957)
- Jožef Tišler (* 1940)
- Lovro Toman (1827—1870)
- Tone Tomazin (1925—2022)
- Emil Tomažič (1927—2009)
- Ivan Tomažič (1919—1982)
- Ivan Tomšič
- Peter Tomšič (* 1961)
- Robert Tomšič
- Gustav Tönnies (1814—1886)
- Hilda Tovšak ?
- Zmago Trampuž (* 1937)
- Viljem Treo (1845—1926)
- Franc Tretjak (1914—2009)
- Tone Tribušon (1919—1986)
- Karel Triller (1862—1926)
- Gustav Tönnies (1814—1886)
- Niko Trošt
- Franc Tršar (1873—1935)
- Miran Turk (1932—1995)
- Anton-Tone Turnšek (1940—2025)

## U
- Igor Umek (* 1956)
- Feliks Urbanc (1850—1937)
- Mihael Urbanija (1940—2022)
- Vojmir Urlep (* 1956)

## V
- Jože Vadnjal (1898–1985)
- Rudolf Valenčič
- Miloš Vehovar (1909–2002)
- Matjaž Vehovec
- Andrej Verbič (1920—1999)
- Draško Veselinovič (* 1959)
- Josip Vidmar star. (1859—1950)
- Stane Vidmar (1891—1957)
- Benedikt Vivat (1786—1867)
- Milan Vižintin (1925—??)
- Feri Vogrinec (1924—1987)
- Dolfe Vojsk (1932—2017)
- Marko Voljč (* 1949)
- Ivan Vošnjak (1851—1933)
- Mihael Vošnjak (1837—1920)
- Savo Vovk (1921—2000?)
- Oleg Vrtačnik (1926—2002)
- Vekoslav Vrtovec (1889—1934)
- Robert Vuga

## W
- Vilko Weixl (1878—1950)
- Vinko Wernig (* 1931)
- Adolf Westen st. (1850—1942)
- Max Adolf Westen (1913—1955)
- Feliks Wieser (* 1950)
- Fran Windischer (1877—1955)

## Z
- Gustav Zadnik (1927—1999)
- Jakob Zadravec (1873—1959)
- Jurica Zadravec (1907—1973)
- Jože Zakonjšek (1925—2006)
- Boris Zakrajšek
- Egon Zakrajšek ml. (* 1967)
- Leopold Zakrajšek (1887—1964)
- Drago Zalar (1909—2000)
- Aleksander Zalaznik
- Bojan Zaletel (1920—1981)
- Karl Zalokar (1895—1924) &Ema Zalokar (r. Žnideršič)
- Boris Završnik (* 1951)
- Adolf Zavrtanik (1882—1964)
- Valentin Zeschko (1807—1885)
- Bogdan Zgonc (1939—2024)
- Ivan Zidar (1938—2021)
- Boris Zidarič (1919—1995)
- Janez Ziherl (1933—1994)
- Michelangelo Zois (1694—1877)
- Žiga Zois (1747—1819)
- Stane Zorčič (1905—1974)
- Otmar Zorn
- Herman Zupan (1924—2018)
- Franc Zupančič (1923—2007)  državni svetnik, župan Občine Ivančna Gorica
- Janez Zupančič (1911—?)
- Mirt Zwitter (1917—2002)

## Ž
- Avgust Žabkar (1855—1930)
- Ivan Žagar (1923—?)
- Jože Žagar (1931—2010)
- Zoran Žagar (1924—2008)
- Viljem Žener (* 1936)
- Franc Žerdin (* 1949)
- Nestl Žgank (1909—2004)
- Peter Žigante
- Franc Žitnik (1913—2005)
- Mirko Žlender (1924—2005)
- Alenka Žnidaršič Kranjc (* 1959)
- Anton Žnideršič (1874—1947)
- Martin Žnideršič (1934—2020)
- Vinko Žnideršič
- Sandra Županec
- Franc Žuža (1825—1871)